# Округ Чешке Будјејовице
Округ Чешке Будјејовице (чеш. Okres České Budějovice) је округ у Јужночешком крају, у Чешкој Републици. Административно средиште округа је град Чешке Будјејовице.

## Становништво
Према подацима о броју становника из 2012. године округ је имао 187.304 становника.